# Naya Mousa
Naya Abou Mousa (arabisch نية أبو موسى, DMG Niyya Abū Mūsā; * 19. Juli 1997 in Syrien) ist eine syrisch-US-amerikanische Schauspielerin und Influencerin über TikTok, wo sie über 96 Millionen Videoaufrufe verzeichnen kann.

## Leben
Mousa wurde am 19. Juli 1997 in Syrien geboren und zog in ihrem 16. Lebensjahr aufgrund des Bürgerkrieges in Syrien in die USA. Über einen Freund der Familie lernte sie die App TikTok kennen, worüber sie beinahe täglich Videos hochlud. Durch Videos, in denen sie maskulin erschien beziehungsweise einen jungen Mann verkörperte, erhielt sie schnell hohe Aufmerksamkeit. Stand 27. Dezember 2022 hat sie 3,8 Millionen Follower und über 140 Millionen Likes.
2018 feierte sie im Film In Me ihr Schauspieldebüt. Im selben Jahr übernahm sie im Kurzfilm Mourning Dove eine Sprechrolle. 2019 übernahm sie eine Nebenrolle in Know Your Enemy, außerdem spielte sie die Rolle der Naveena im Abenteuerfilm The Adventures of Aladdin. Es folgte im selben Jahr außerdem eine Rolle im Kurzfilm Free Think: War Bots. 2020 hatte sie eine Besetzung im Kurzfilm What A Sunny Day inne. 2022 spielte sie in der Dokumentation I’m Gonna Tell God Everything mit.

## Filmografie (Auswahl)
- 2018: In Me
- 2018: Mourning Dove (Kurzfilm, Sprechrolle)
- 2019: Know Your Enemy
- 2019: The Adventures of Aladdin (Adventures of Aladdin)
- 2019: Free Think: War Bots (Kurzfilm)
- 2020: What A Sunny Day (Kurzfilm)
- 2022: I’m Gonna Tell God Everything (Dokumentation)